# سایتارکند
سایتارکند (به لاتین: Saytarkent) یک منطقهٔ مسکونی در روسیه است که در داغستان واقع شده‌است.